# フィン・バルテルス
フィン・バルテルス（Fin Bartels 、1987年2月7日 - ）は、西ドイツ・キール出身の元プロサッカー選手。現役時代のポジションはFW。

## クラブ経歴
2002年に地元クラブのホルシュタイン・キールに入団。2005年リザーブに昇格。シーズン後半にはトップチームに昇格した。
2007年、ハンザ・ロストックに移籍。2008年3月のアルミニア・ビーレフェルト戦でバイシクル・キックを決め移籍後初得点
2010年、FCザンクトパウリに移籍。第6節のボルシア・ドルトムント戦で移籍後初出場。加入以降レギュラーを張ったがチームはリーグ最下位でシーズンを終え2部に降格した。2部降格後もチームに残り主力として2シーズンプレーした。2014年1月、クラブとの契約を更新しないことが発表された。
2014年、ヴェルダー・ブレーメンに3年契約で加入。2016年1月、契約を2019年まで延長した。
2020年8月5日、ホルシュタイン・キールと2年契約を結び、復帰することが発表された。
2022-23シーズン終了後、現役引退を表明した。